# Obywatelska Partia Demokratyczna (Bośnia i Hercegowina)
Obywatelska Partia Demokratyczna (bośn. Građanska demokratska stranka, GDS) – partia polityczna w Bośni i Hercegowinie.

## Historia
Partia została założona w 1990 roku jako Sojusz Socjaldemokratyczny (Demokratski socijalistički savez, DSS), po przekształceniu w partię polityczną Socjalistycznego Stowarzyszenia Zjednoczonej Pracy. W wyborach w 1990 roku startowała zarówno samodzielnie, jak i w koalicji z Ligą Młodzieży Socjalistycznej oraz Demokratycznym Sojuszem Zielonych, zdobywając jeden mandat w Izbie Reprezentantów.
W 1993 partia zmieniła nazwę na obecną. W wyborach powszechnych w 1996 roku, zdobyła 0.1% głosów w Federacji Bośni i Hercegowiny i 0.2% głosów w Republice Serbskiej, tracąc mandat w parlamencie. W kolejnych wyborach w 1998 roku partii nie udało się odzyskać miejsca w parlamencie mimo wzrostu poparcia odpowiednio do 0.3% i 1.7%.
W kolejnych wyborach w 2000 i 2002 roku pozostawała bez mandatów. W wyborach w 2006 i 2010 roku partia zdobyła jedno miejsce w Izbie Reprezentantów.